# Medicina herbolaria mapuche
La medicina herbolaria mapuche es una medicina trabajada desde los inicios de desarrollo en Chile a base de plantas nativas. Se toma a la enfermedad, padecimiento o la muerte como consecuencia de malestares físicos temporales o una fuerzas maléficas sobre las personas. Es ejercida por el Machi, y existen distintos procedimientos curativos como una opción para las personas que deseen probar otras alternativas terapéuticas.

## Concepto de salud y enfermedad
El estar enfermo o sano, son dos fenómenos de la vida como tal, que se consideran salud. En la medicina mapuche se considera estar bien (kumelkalen) o estar mal (wezafelen), como parte de un equilibrio que presenta el individuo consigo mismo y con su entorno, tanto en el ámbito social, cultural, político, ambiental, religioso, territorial y cósmico.
Gran parte de las enfermedades son producto de un quebrantamiento de las leyes universales o wallmapu. El individuo al transgredir las normas, rompe el equilibrio, por lo cual se enferma.
La medicina mapuche tiene dos componentes, uno mágico, en cual se relaciona una fuerza sobrenatural que desencadena la enfermedad y por otra parte un componente empírico, en el que se consigna el conocimiento y utilización de hierbas, como parte del tratamiento, así como también el ejercicio de ciertas cirugías.

## Rol del Machi
Un rol trascendental es ejercido por el Machi, en quien se combinan las funciones llevadas a cabo por un médico, sacerdote y hechicero. El machi, es elegido y recibe enseñanzas asociadas a las características de las distintas hierbas y el empleo de las mismas, así como también era instruido en la práctica del machitún,  una ceremonia en la que se realiza una especie de exorcismo en que se quitan los espíritus malignos al enfermo. Además tiene dominio de los sueños ya que presentan la capacidad de analizar y descifrar los sueños.

## Procedimientos curativos
La medicina que los mapuches practican está basado principalmente en la herbolaria, que es el uso de plantas y hierbas con fin curativo, buscando una armonía o un equilibrio en la salud de las personas. 
Otra práctica muy común entre los mapuches son los baños termales o fuentes naturales de aguas sulfurosas, las cuales alivian dolores reumáticos, digestivos, enfermedades en la piel, etc. El machitún, es otra práctica muy conocida, que es una ceremonia del pueblo mapuche, para extraer el espíritu maligno del enfermo.

## Machitún
En el machitún se invocan a “Chamanes del Cielo” o “fileus” quienes según las creencias mapuches, tienen el poder de diagnosticar el origen de las enfermedades y asisten a sus colegas terrestres, las Machis, en el tratamiento.
La expulsión del mal o de la enfermedad por lo común es realizada al anochecer para que todo lo malo se vaya con el sol. Esta ceremonia comienza con un solitario rito de la machi con su  Cultrún, con lo cual son invocados los espíritus ancestrales (pillán) para que espanten a los espíritus malignos. Una vez posicionada frente al enfermo que yace desnudo en el suelo, la machi ruega a los “Dios de las cascadas de aguas puras y cristalinas” y al “Dios de machi”; es así como la curación es hecha mediante una canción-oración, con la cual se invoca al diablo y se le pide que abandone el cuerpo del enfermo, al mismo tiempo se clama a Dios para que revele las causas y remedios del mal. Finalmente la machi recita unos encantamientos mientras roza el cuerpo del enfermo con hierbas medicinales.
Otros rituales de sanación son: Pelotun, Datun, Geykurewen, Mutxuntu likan, Mapudungun.

## Herbolaria
• Canelo: árbol sagrado , usados por los machis en nguillatun o machitun
• Palqui: se usa para bajar la fiebre, atenuar el dolor de muelas y parálisis (en esta situación se realiza una mezcla de las hojas con yema de huevo, aplicándola como friega.
• Poleo: usado como alivio estomacal, del aparato digestivo y reductor de gases. Antiasmático. Como cataplasma en heridas de la piel. Contra el reumatismo.
• Menta:  usada para alivio de trastornos estomacales.
• Boldo:  usando las hojas secas molidas sirven para romadizos crónicos. Su savia de los tallos se utiliza para el dolor de oídos. Las hojas cocidas en agua aplicadas en las sienes elimina las migrañas, en el estómago y vientre disminuye los gases y la acidez. Además tiene un alcaloide denominado boldina que en infusión se usa para enfermedades del hígado, vías digestivas y urinarias, elimina también la acidez estomacal.
• Quillay: utilizado como infusión la corteza o macerada se usa para afecciones crónicas de la piel. Combate las alopecias.
• Ajenjo: es amargo y picante. Es utilizado para problemas de fertilidad y del ciclo menstrual. Se recomienda suspender su uso durante el embarazo, ya que podría producir anomalías fetales.
• Arrayan: es utilizado para lavar heridas y úlceras, y como antiespasmódico y antidiarreico.
• Bailahuen: se utilizan los tallos, flores y hojas. Se utiliza para combatir los malestares en el estómago, flatulencia, y además tiene propiedades purificadoras.
•Calchacura: es utilizado para combatir el dolor de oídos y muelas.
•Hierva del clavo: tiene un olor similar al clavo de olor; es utilizada principalmente para problemas de impotencia sexual, ya que ayuda a mejorar la circulación sanguínea. 
•Hualtata: se utiliza como tónico para el corazón.
•Laurel: se utilizan sus hojas, corteza y flores, principalmente para el resfrío,  dolores de cabeza y como un aderezo gastronómico, ya que es una fuente de calcio.
•Matico: es de uso tanto interno como externo, para el dolor de estómago y para cicatrizar heridas.
•Valeriana: es utilizado como tranquilizante, calmante y para conciliar el sueño.
•Limpia plata: se utiliza para combatir la gota, detención de hemorragia, problemas renales y a la vejiga, bronquitis, reumatismo, tos, diarrea y, además, ayuda a aumentar la orina.
•Quintral de maqui: comúnmente, se mezcla con llantén y matico, para reducir el colesterol, calmar la sed y regular la presión.